# 楊廷槐
楊廷槐（16世紀—17世紀），字祖植，號玄荫，浙江杭州府钱塘縣人。明朝政治人物。

## 生平
萬曆二十二年甲午科浙江鄉試第八十七名舉人，二十三年（1595年）乙未科會試第一百四十七名，廷試三甲第一百九名進士。禮部觀政，本年十月授江西浮梁县知县，邑景德镇岁办贡磁外，供应诸司，廷槐一无所赋，曰：吾去日必不携一磁以伤吾民也。擢刑部四川司主事，会楚狱、妖书相继，廷槐于中调护甚力。歷升郎中，三十六年十一月升福建右参议兼佥事，备兵闽海，忌者假大计中之，左迁鹾判，移南比部，历礼部，出备兵徐淮。议开骆马湖以通漕运，徙徐州城以避河患，改州为府，以便控制并徐淮道，以一统体清沛县，妖党以安反侧。天啓六年（1626年）八月復除山東天津兵备道副使，七年四月升本省布政司右參政、分守海右，近魏忠贤乡里，先是监司有匍伏庭下者，槐曰：吾自用吾法。仅投一刺，忠贤大不怿，令其私人李明道出监漕，势张甚。廷槐治其下隶，遂以冻粮不前，七年四月削廷槐籍。忠贤败，复官，再备兵徐淮，筑归仁堤，停课税，行捐赈，葺浮桥，立军营，复河道，善政不一，而忌者复中之，竟拂衣归。崇祯四年二月起江西右参政，十一月升湖广按察使，俱不起。

## 家族
曾祖楊俊，贈工部主事。祖楊周，辛丑進士、工部主事。父楊兆金，庠生、封文林郎浮梁县知县。前母梁氏，母洪氏，封太孺人。具庆下。兄楊廷筠，壬辰進士、安福知縣。